# 1931年全米選手権 (テニス)
1931年 全米選手権（1931ねんぜんべいせんしゅけん）に関する記事。

## 大会の流れ
- 1881年から1967年まで、全米選手権は各部門が個別の名称を持ち、大会会場も別々のテニスクラブで開かれた。これが他の3つのテニス4大大会と大きく異なる点である。
  - 男子シングルス　名称：全米シングルス選手権（U.S. National Singles Championship）／会場：ニューヨーク市クイーンズ区フォレストヒルズ、ウエストサイド・テニスクラブ　（1924年-1977年）
  - 女子シングルス　名称：全米女子シングルス選手権（U.S. Women's National Singles Championship）／会場：フォレストヒルズ、ウエストサイド・テニスクラブ　（1921年-1977年）
  - 男子ダブルス　名称：全米ダブルス選手権（U.S. National Doubles Championship）／会場：マサチューセッツ州ボストン市、ロングウッド・クリケット・クラブ　（1917年-1933年まで）
  - 女子ダブルス　名称：全米女子ダブルス選手権（U.S. Women's National Doubles Championship）／会場：フォレストヒルズ、ウエストサイド・テニスクラブ　（1921年-1933年まで）
  - 混合ダブルス　名称：全米混合ダブルス選手権（U.S. Mixed Doubles Championship）／会場：フォレストヒルズ、ウエストサイド・テニスクラブ　（1921年-1934年まで）
- 本年度のシード選手については、男子シングルスは「アメリカ人シード選手」と「外国人シード選手」8名を確認できたが、女子シングルスの外部リンクに使用した「テニス・フォーラム」のスレッドにはシード選手の番号が振られていない。

## シード選手

### 男子シングルス
（アメリカ人シード選手：8名）
1. エルスワース・バインズ　（初優勝）
2. フランク・シールズ　（ベスト8）
3. シドニー・ウッド　（3回戦）
4. ジョージ・ロット　（準優勝）
5. ジョン・ドエグ　（ベスト4）
6. クリフォード・サッター　（4回戦）
7. ジョン・バン・リン　（ベスト8）
8. ウィルマー・アリソン　（2回戦＝初戦）

（外国人シード選手：8名）
1. フレッド・ペリー　（ベスト4）
2. クリスチャン・ボッサス　（4回戦）
3. ジョージ・ヒューズ　（3回戦）
4. ジャック・ブルニョン　（2回戦＝初戦）
5. ジャック・ライト　（1回戦）
6. マルセル・レインビル　（1回戦、途中棄権）
7. マルセル・ベルナール　（2回戦＝初戦）
8. アンドレ・メルリン　（3回戦）

### 女子シングルス
（本年度は、第1シードのヘレン・ウィルス・ムーディ以外は抽選表にシード選手の番号が振られていないため、順番に並べることができない。）

## 大会経過

### 男子シングルス
準々決勝
- エルスワース・バインズ vs.  バークレー・ベル　6-1, 6-4, 8-6
- フレッド・ペリー vs.  フランク・ボーデン　6-2, 6-3, 6-4
- ジョン・ドエグ vs.  フランク・シールズ　6-2, 11-9, 4-6, 8-6
- ジョージ・ロット vs.  ジョン・バン・リン　5-7, 1-6, 6-0, 7-5, 6-1

準決勝
- エルスワース・バインズ vs.  フレッド・ペリー　4-6, 3-6, 6-4, 6-4, 6-3
- ジョージ・ロット vs.  ジョン・ドエグ　7-5, 6-3, 6-0

### 女子シングルス
準々決勝
- ヘレン・ウィルス・ムーディ vs.  ドロシー・ウィーゼル　6-1, 6-2
- フィリス・マドフォード vs.  アンナ・ハーパー　4-6, 6-3, 6-2
- アイリーン・ベネット vs.  ヘレン・ジェイコブス　3-6, 6-3, 8-6
- ベティ・ナットール vs.  ドロシー・シェパード＝バロン　6-2, 6-1

準決勝
- ヘレン・ウィルス・ムーディ vs.  フィリス・マドフォード　6-2, 6-4
- アイリーン・ベネット vs.  ベティ・ナットール　6-2, 3-6, 6-4

## 決勝戦の結果
- 男子シングルス： エルスワース・バインズ vs.  ジョージ・ロット　7-9, 6-3, 9-7, 7-5
- 女子シングルス： ヘレン・ウィルス・ムーディ vs.  アイリーン・ベネット　6-4, 6-1
- 男子ダブルス： ウィルマー・アリソン＆ ジョン・バン・リン vs.  バークレー・ベル＆ グレゴリー・マンジン　6-4, 6-3, 6-2
- 女子ダブルス： ベティ・ナットール＆ アイリーン・ベネット vs.  ヘレン・ジェイコブス＆ ドロシー・ラウンド　6-2, 6-4
- 混合ダブルス： ジョージ・ロット＆ ベティ・ナットール vs.  ウィルマー・アリソン＆ アンナ・ハーパー　6-3, 6-3